# Aleksandr Maksimenko
Aleksandr Vladimirovič Maksimenko (in russo Александр Владимирович Максименко?; Rostov sul Don, 19 marzo 1998) è un calciatore russo, portiere dello Spartak Mosca.

## Carriera

### Club
Cresciuto nelle giovanili dello Spartak Mosca, ha esordito in prima squadra il 25 ottobre 2017 in occasione del match di Kubok Rossii vinto 5-2 contro lo Spartak Nal'čik.

### Nazionale
Il 7 giugno 2024 esordisce in nazionale maggiore nell'amichevole vinta 0-4 in casa della Bielorussia.

## Statistiche

### Presenze e reti nei club
Statistiche aggiornate al 2 settembre 2018.
| Stagione        | Squadra         | Campionato      | Campionato | Campionato | Coppe nazionali | Coppe nazionali | Coppe nazionali | Coppe continentali | Coppe continentali | Coppe continentali | Altre coppe | Altre coppe | Altre coppe | Totale | Totale | Totale |
| Stagione        | Squadra         | Comp            | Pres       | Reti       | Comp            | Pres            | Reti            | Comp               | Pres               | Reti               | Comp        | Pres        | Reti        | Pres   | Reti   |        |
| --------------- | --------------- | --------------- | ---------- | ---------- | --------------- | --------------- | --------------- | ------------------ | ------------------ | ------------------ | ----------- | ----------- | ----------- | ------ | ------ | ------ |
| 2016-2017       | Spartak-2 Mosca | 1D              | 4          | -6         |                 | -               | -               |                    | -                  | -                  |             | -           | -           | 4      | -6     |        |
| 2017-2018       | Spartak-2 Mosca | 1D              | 20         | -32        |                 | -               | -               |                    | -                  | -                  |             | -           | -           | 20     | -32    |        |
| 2017-2018       | Spartak Mosca   | PL              | 0          | 0          | CR              | 1               | -2              | UCL+UEL            | 0                  | 0                  |             | -           | -           | 1      | -2     |        |
| 2018-2019       | Spartak Mosca   | PL              | 6          | -1         | CR              | 0               | 0               | UCL                | 2                  | -3                 |             | -           | -           | 8      | -4     |        |
| Totale carriera | Totale carriera | Totale carriera | 30         | -39        |                 | 1               | -2              |                    | 2                  | -3                 |             | -           | -           | 33     | -44    |        |

### Cronologia presenze e reti in nazionale
| Cronologia completa delle presenze e delle reti in nazionale ― Russia | Cronologia completa delle presenze e delle reti in nazionale ― Russia | Cronologia completa delle presenze e delle reti in nazionale ― Russia | Cronologia completa delle presenze e delle reti in nazionale ― Russia | Cronologia completa delle presenze e delle reti in nazionale ― Russia | Cronologia completa delle presenze e delle reti in nazionale ― Russia | Cronologia completa delle presenze e delle reti in nazionale ― Russia | Cronologia completa delle presenze e delle reti in nazionale ― Russia |
| Data                                                                  | Città                                                                 | In casa                                                               | Risultato                                                             | Ospiti                                                                | Competizione                                                          | Reti                                                                  | Note                                                                  |
| --------------------------------------------------------------------- | --------------------------------------------------------------------- | --------------------------------------------------------------------- | --------------------------------------------------------------------- | --------------------------------------------------------------------- | --------------------------------------------------------------------- | --------------------------------------------------------------------- | --------------------------------------------------------------------- |
| 7-6-2024                                                              | Minsk                                                                 | Bielorussia                                                           | 0 – 4                                                                 | Russia                                                                | Amichevole                                                            | -                                                                     | 46’                                                                   |
| 19-11-2024                                                            | Volgograd                                                             | Russia                                                                | 4 – 0                                                                 | Siria                                                                 | Amichevole                                                            | -                                                                     |                                                                       |
| 25-3-2025                                                             | Mosca                                                                 | Russia                                                                | 5 – 0                                                                 | Zambia                                                                | Amichevole                                                            | -                                                                     |                                                                       |
| Totale                                                                |                                                                       | Presenze                                                              | 3                                                                     |                                                                       | Reti                                                                  | 0                                                                     |                                                                       |

## Palmarès

### Club

#### Competizioni nazionali
- Coppa di Russia: 1

Spartak Mosca: 2021-2022